# Melitidina
La melitidina è un flavanone glicosilato, un tipo di flavonoide presente nell'albedo del frutto di bergamotto. Il suo aglicone è la naringenina.